# 焦山之战
焦山之战，1275年（宋恭帝德祐元年、元世祖至元十二年）七月，宋元战争中，元朝军队在长江中焦山（今江苏省镇江市东）水城击败南宋军队的作战。
1275年二月，丁家洲之战后，元军攻占建康府（今江苏省南京市）、镇江府、常州等地。宋廷为加强临安（今杭州）外围要点防御，命主战将领张世杰为保康军承宣使、总都督府诸军，率军北上。张世杰派军将三路北进，收复常州、广德军（今安徽省广德市）。继续出击却失利，率水军至金山（今江苏省镇江市北），与殿前都指挥使张彦约定从常州率兵进军京口（今江苏省镇江市丹徒区），扬州李庭芝领兵出瓜洲（今江苏省扬州市东南）三路合击，决战元军。张彦、李庭芝未到，张世杰与平江都统刘师勇、知泰州孙虎臣率水军迎战。
七月初一，宋朝水军号称万余艘，以十船为一舫，以铁索相连，于江沉碇，横列焦山南北江面，规定非有号令不得起碇，决意与元军死战。元朝荆湖行省平章政事阿朮在瓜洲江岸屯集战船，右丞相阿塔海、参知政事董文炳于南岸西津渡屯集战船，派万户张弘范率兵一千乘船向西攻打殊金沙（今镇江西北），控制上游。当天，阿朮率军登南岸石公山（今江苏省镇江市东北）观察，见宋朝旌旗蔽江，船舰铁索相连，决定火攻，以两翼夹攻、水陆并进，突破宋军防御。七月初二，阿朮居中，选一千名强健射手，乘大船分两翼夹射，命万户怀都率步骑在江岸布阵，防止宋军登岸袭击。万户刘琛率军沿江南岸东取夹滩（焦山东北），绕到宋军之后，切断宋军退路。董文炳率水师自焦山南麓，攻宋军右翼。万户刘国杰攻左翼。万户忽剌出攻其中，令張弘範从上游顺风而来，从焦山北麓进攻宋军。元军小型战船横冲直撞，宋军死战，因船大，难以行动，元军两翼射火箭，宋船被烧。激战半日，宋军大乱，前军多坠水溺死，后军逃跑，元军追至焦山，俘获黄鹄、白鹞等船七百艘。